# Burewala
Burewala är den största staden i distriktet Vehari i den pakistanska provinsen Punjab. Folkmängden uppgick till cirka 230 000 invånare vid folkräkningen 2017.